# Ahmadijja

Liwa-e-Ahmadijja, Flaga Ahmadiji

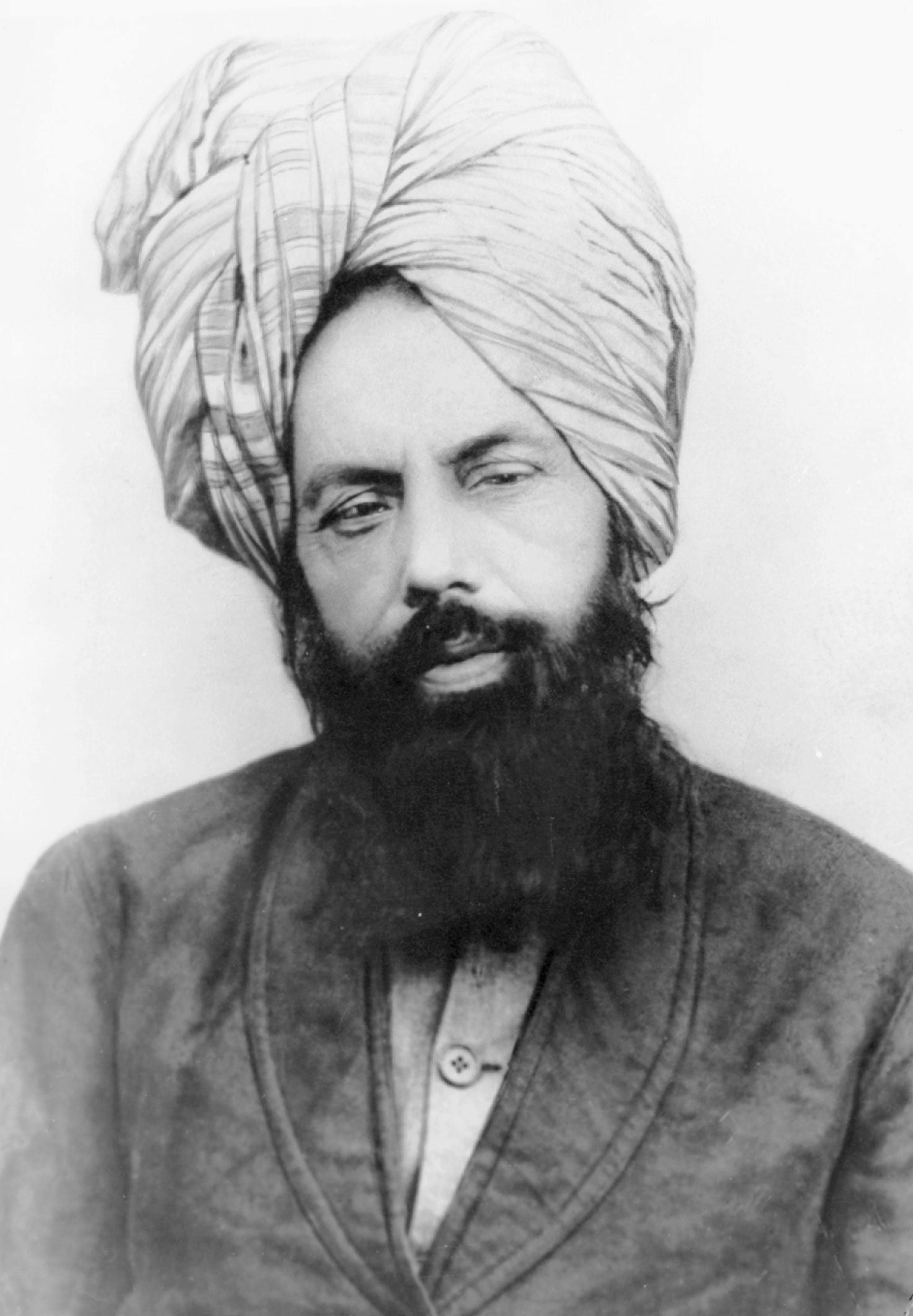
Mirza Ghulam Ahmad

Ahmadijja (arab. ‏أحمدية‎, trans. ʾaḥmadiyya, także: ahmadija) – ruch reformatorski w islamie założony przez muzułmanina Mirzę Ghulama Ahmada z Qadian (1839–1908) (Pendżab), który ogłosił się (zgodnie z objawieniami otrzymywanymi od 1865 roku) mahdim i powtórnie przybyłym Jezusem, później zaś także inkarnacją Kryszny. Ruch w 1900 roku został oficjalnie uznany przez władze brytyjsko-indyjskie.

## Doktryna
Ahmadijja łączy wiele cech fundamentalistycznego i konserwatywnego islamu z częstszym jednak nowatorstwem. Ahmadijja jako cel stawia sobie rozpowszechnianie sposobami pokojowymi odrodzonych wartości wczesnego islamu, skierowanych do muzułmanów, chrześcijan, judaistów i hindusów – zasada ta stanowi dla nich „szósty filar” islamu. Ahmadyści wierzą również w to, że Jezus nie został ukrzyżowany, lecz zbiegł do Indii, gdzie został pochowany w Śrinagarze w Kaszmirze w Indiach. Decyzją uczonych islamskich w Pakistanie zostali uznani za heretyków (1974) i wyłączani poza ummę. Ruch prowadzi ożywioną działalność misyjną na świecie, jest aktywny na Zachodzie, jednak w większości krajów muzułmańskich jest zakazany i prześladowany, szczególnie w rodzimym Pakistanie. Ruch ahmadija liczy 5–12 mln wyznawców.
W 2004 Wspólnota Muzułmańska Ahmadijja wybudowała w Londynie największy meczet w Wielkiej Brytanii.
Po śmierci założyciela podzielili się na 2 grupy, choć formalny podział nastąpił dopiero w 1914:
- Wspólnota Muzułmańska Ahmadijja – skupiająca około 10 milionów wyznawców; od 1947 z centrum w Rabwah, nieformalne centrum znajduje się od 1984 roku w Londynie gdzie rezyduje V kalif wspólnoty;
- Ahmadijja z Lahaur – Ruch na Rzecz Propagacji Islamu – skupiająca około 30 tysięcy wyznawców – znana z prowadzenia najstarszego meczetu w Berlinie przy Brienner Straße (zbud. 1923–1925).

## Członkowie ruchu
Do ruchu ahmadijja należeli m.in.:
- minister spraw zagranicznych Pakistanu, przewodniczący Sesji Zgromadzenia Ogólnego ONZ i prezes Międzynarodowego Trybunału Sprawiedliwości – Muhammad Zafrullah Khan (1893–1985)[2],
- laureat Nagrody Nobla w dziedzinie fizyki za rok 1979 – Abdus Salam (1926–1996)[3].

## Polska
W 1990 w Polsce powstało Stowarzyszenie Muzułmańskie Ahmadijja, liczące około 100 członków. Pod nazwą Stowarzyszenie Muzułmańskie Ahmadiyya, z dniem 23 grudnia 1990 uzyskało, na podstawie wpisu do „Rejestru kościołów i innych związków wyznaniowych”, status związku wyznaniowego w Polsce. Osobą kierującą jest Prezes Stowarzyszenia – Zafar Mashhood Ahmad. Siedziba władz: ul. Dymna 17, 02-411 Warszawa.